# The Arena
The Arena (también conocida como Gladiatrix) es una película de acción producida por Roger Corman y dirigida por Timur Bekmambetov. Esta producción entre Rusia y Estados Unidos es una adaptación de la película del mismo nombre de 1974 protagonizada por Pam Grier. Contó con las actuaciones de las playmates Lisa Dergan y Karen McDougal y fue estrenada directamente en vídeo.

## Sinopsis
Jessemina y Bodicia son dos hermosas esclavas que son forzadas a luchar como gladiadoras en las arenas de la Antigua Roma ante la atenta mirada de un numeroso público que empieza a simpatizar con ellas por su fiereza y su determinación.

## Reparto

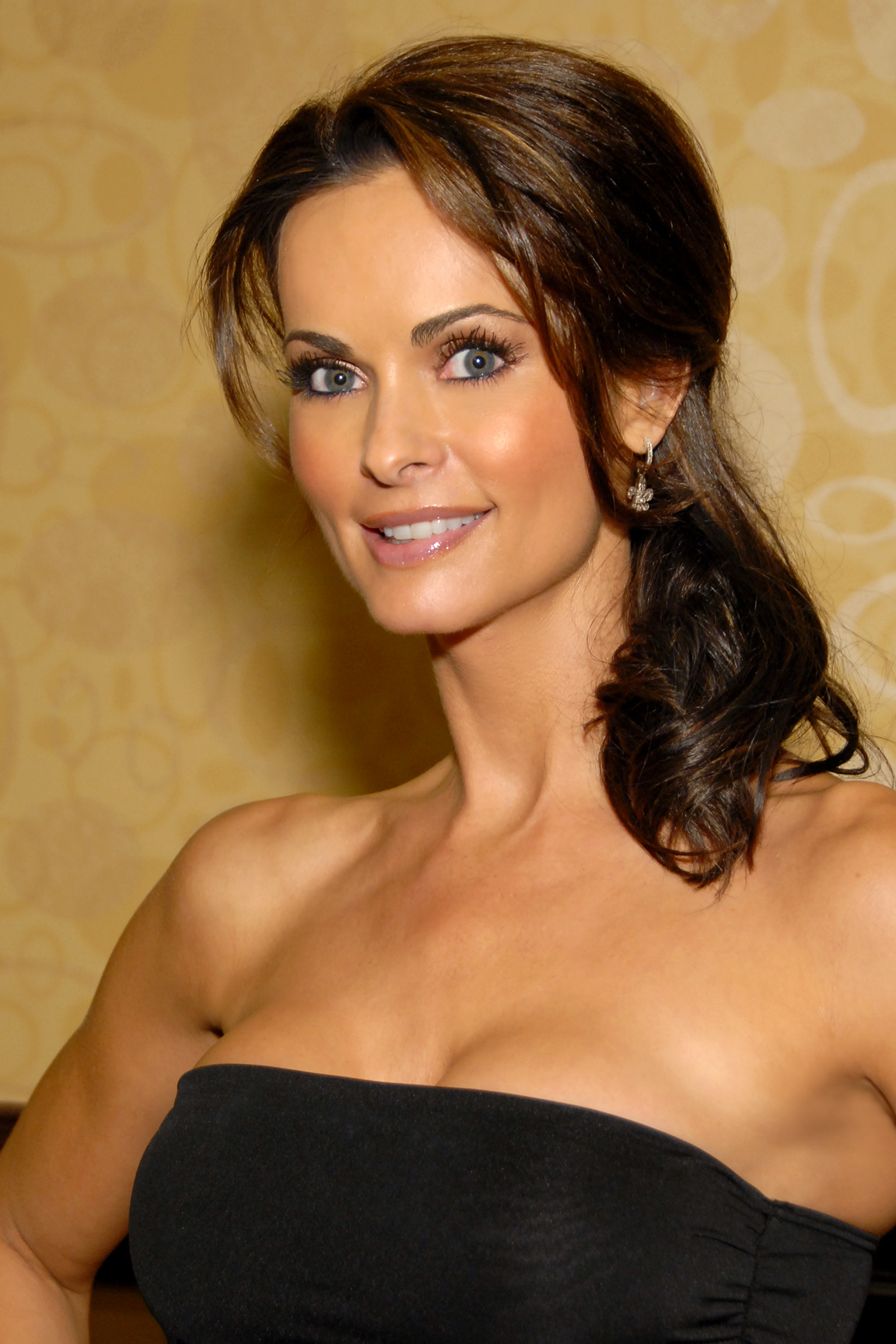
The Arena se convirtió en el debut cinematográfico de la modelo y actriz Karen McDougal

- Karen McDougal es Jessemina
- Lisa Dergan es Bodicia
- Olga Sutulova es Livia
- Yulia Chicherina es Diedra
- Víktor Verzhbitski es Timarchus